# Giovanni Romeo delle Torrazze
Giovanni Romeo Delle Torrazze, ufficialmente Antonio Giovanni Romeo Barone di Torrazza, Barone del Cugno, Marchese (Belpasso, 12 ottobre 1861 – Randazzo, 18 settembre 1957), è stato un militare e politico italiano.